# Risalpur
Risalpur ist eine pakistanische Ortschaft in der Provinz Khyber Pakhtunkhwa im Distrikt Nowshera. Die Pakistan Air Force Academy, in der ein Großteil der Kadetten der pakistanischen Luftwaffe ausgebildet wird, liegt in Risalpur.
Am Abend des 25. August 2011 kamen bei einem Bombenanschlag auf den Basar der Ortschaft mindestens acht Menschen ums Leben.